# K-pop-előadók listája
Ez a lista az egyéni K-pop előadókat tartalmazza. Az együtteseket a K-pop-együttesek listája sorolja fel.
| Ábécé szerinti tartalomjegyzék                      |
| --------------------------------------------------- |
| A B C D E F G H I J K L M N O P Q R S T U V W X Y Z |

## A

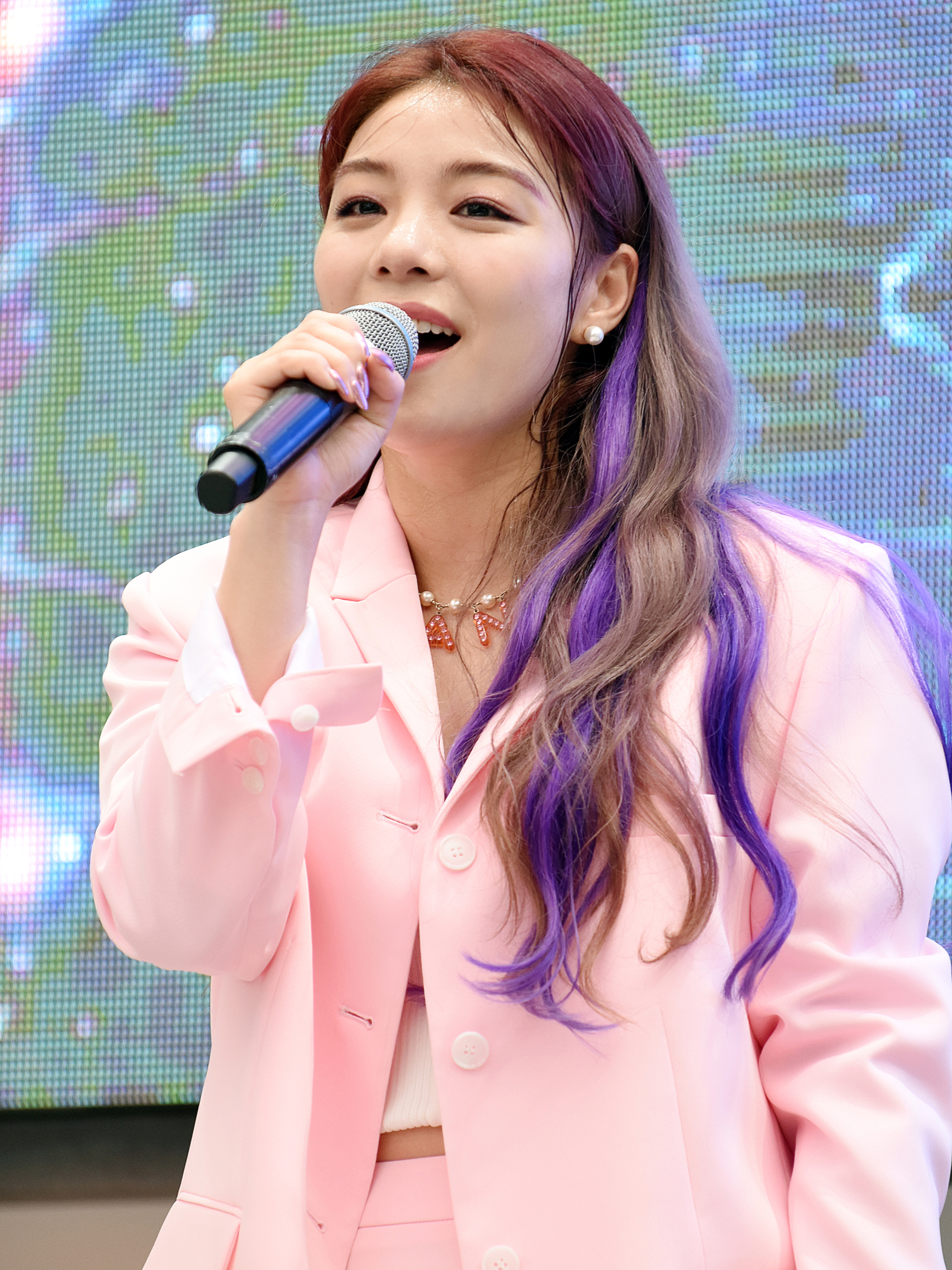
Ailee

- Ailee
- AleXa
- Ali
- Anda
- An Dzseuk
- An Jeszul
- An Szohi
- AJ

## B

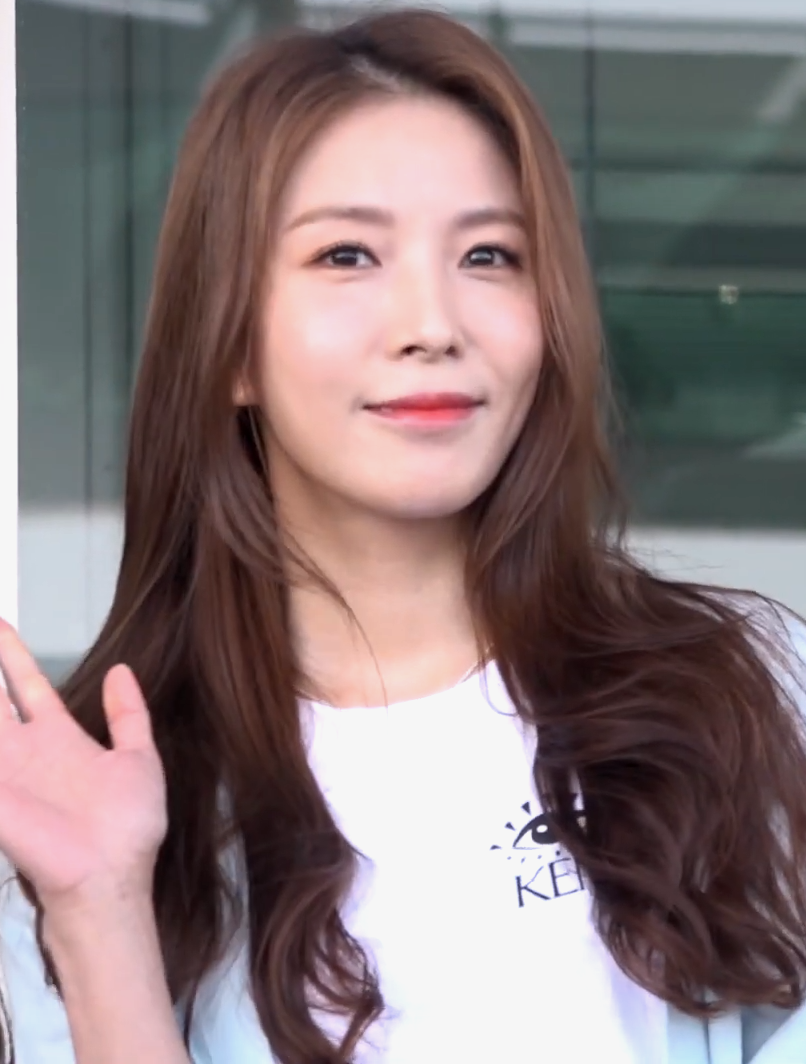
BoA

- Bada
- BoA
- Brian
- Byul
- Bangchan

## C

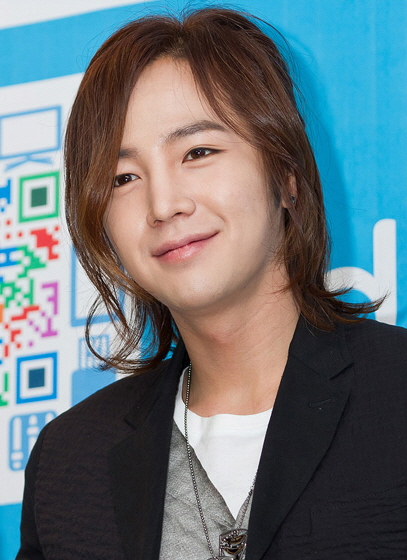
Csang Gunszok

- CL
- Csang Gunszok
- Csang Lijin
- Csang Nara
- Csang Uhjok
- Csha Thehjon
- Cshe Dzsongan
- Cshejon
- Cshö Minho
- Cshö Szujong
- Cso Jongphil
- Cson Hjebin
- Csong Junho
- Csou Mi

## D

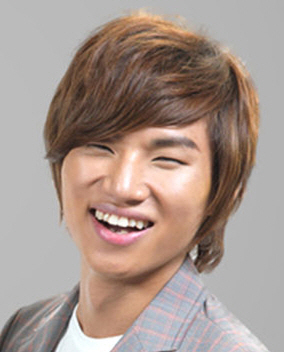
Daesung

- Daesung
- Dana
- Dara
- Dok2
- Donghae
- Drunken Tiger

## E

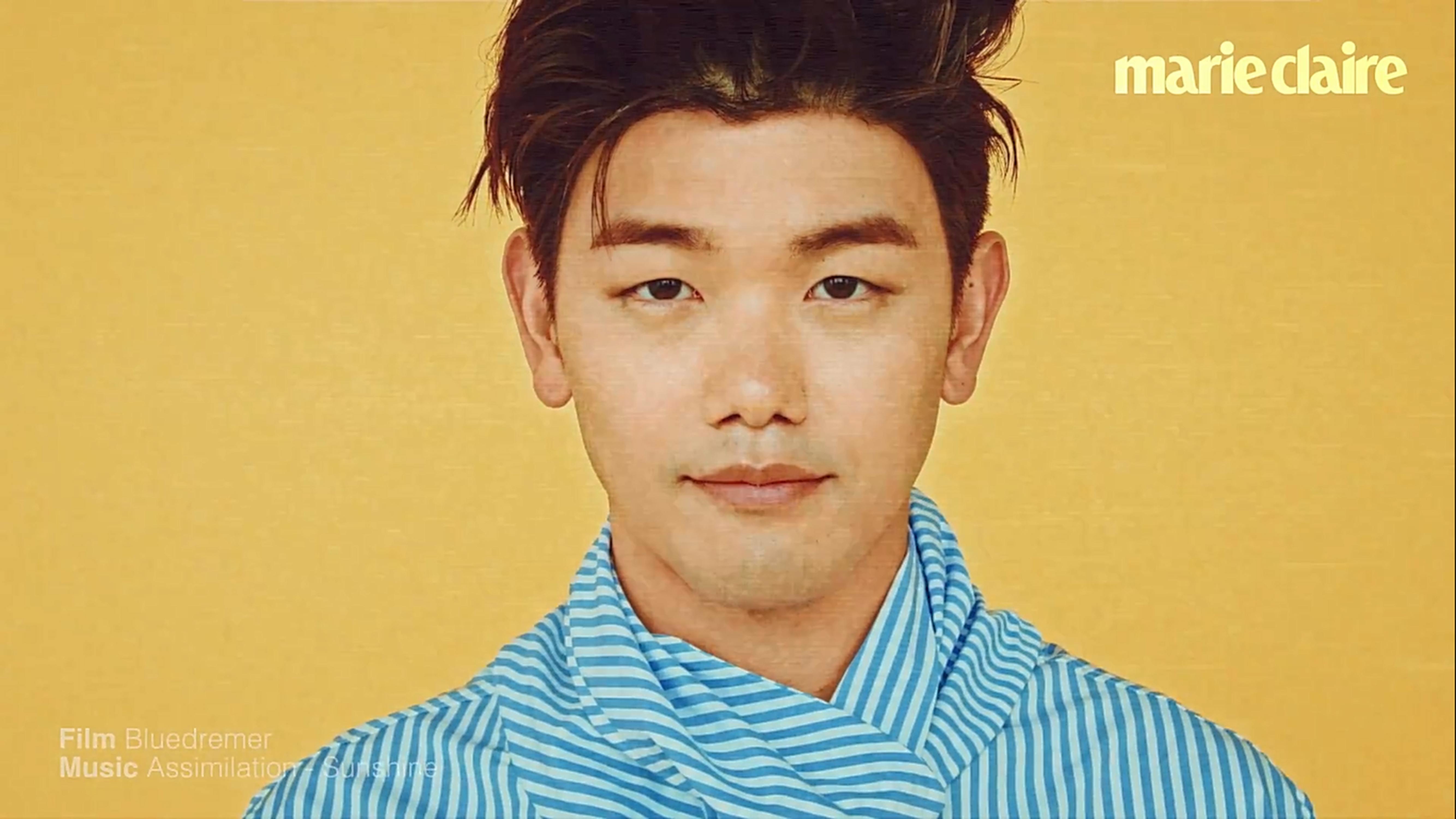
Eric Nam

- Eric Nam
- Eru
- Eugene
- Eunhyuk

## F
- Fat Cat
- Felix

## G

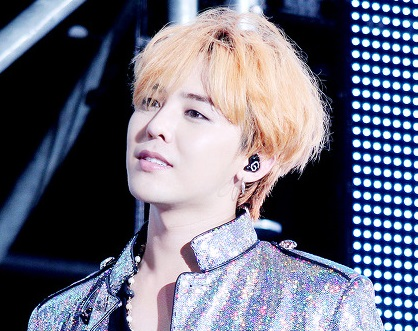
G-Dragon

- G.NA
- Gain
- Gary
- G.O
- Gummy
- G-Dragon

## H

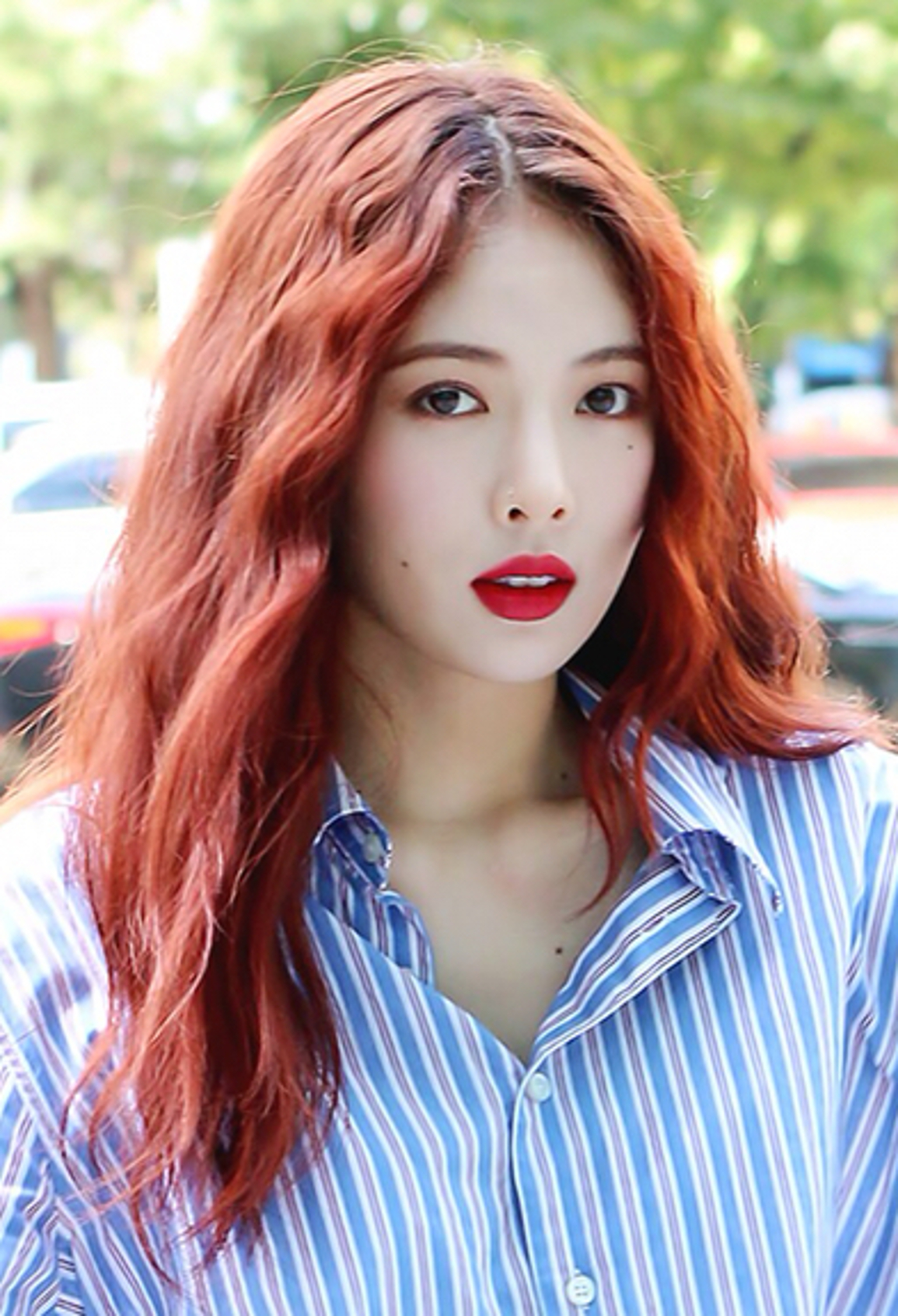
Hyuna

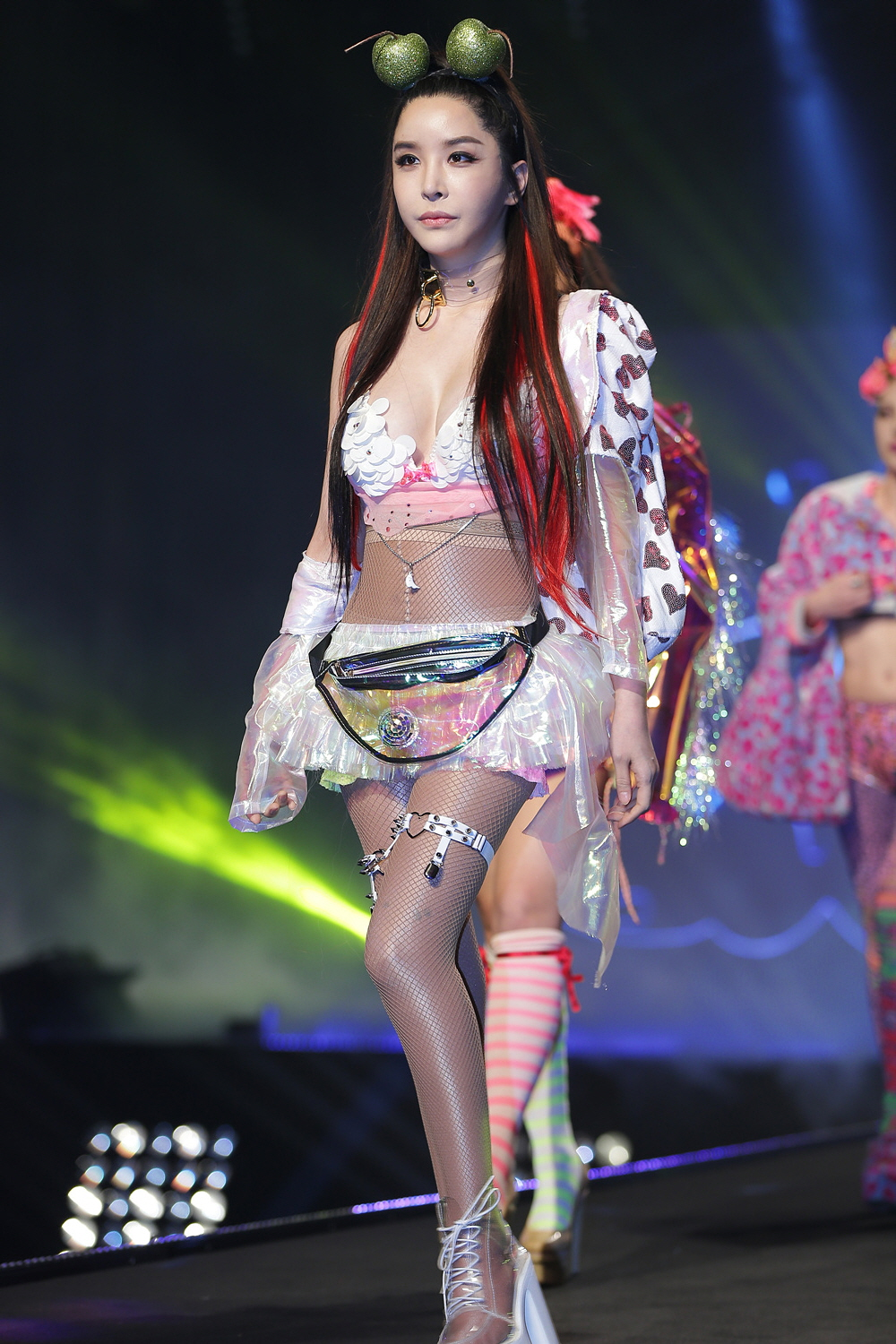
Harisu

- Ha Dzsivon
- Haha
- Hangeng
- Harisu
- Heechul
- Heeyoung
- Henry Lau
- Hjon Bin
- Ho Gak
- Ho Gajun
- Ho Jongszeng
- Hero Jaejoong
- Hong Gjongmin
- Hot Potato (Kim C)
- Hwanhee
- Hwayobi
- Hyolyn
- Hyun Young
- Hyuna

## I

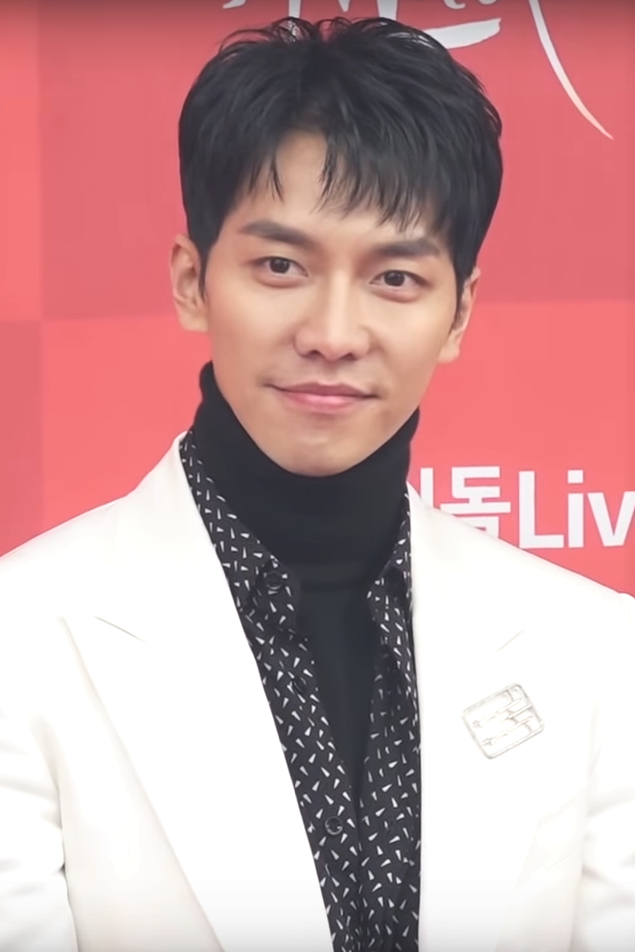
I Szunggi

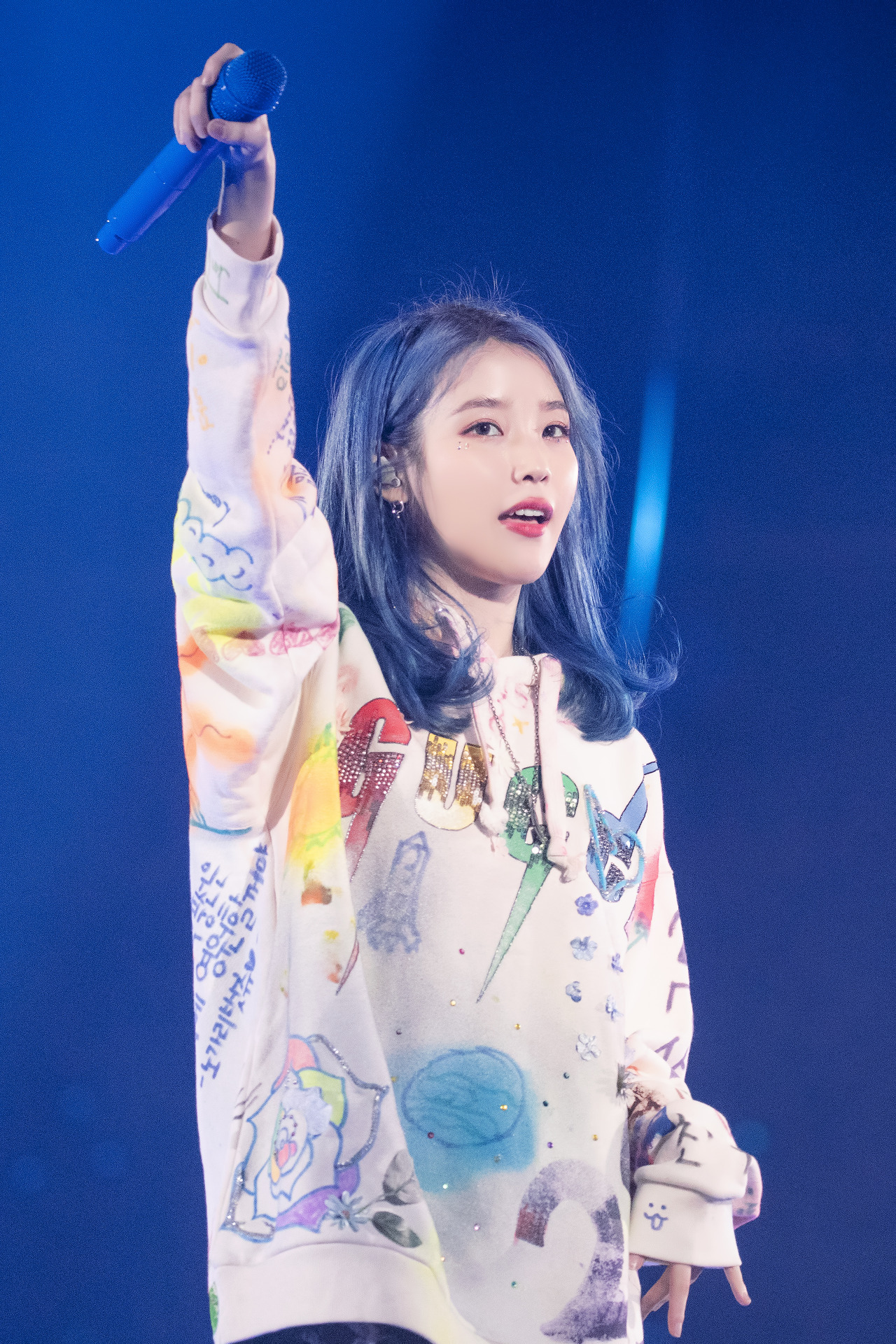
IU

- Iconiq
- I Donggon
- I Hai
- I Honggi
- I Hjori
- I Dzsevon
- I Dzsihun
- I Dzsun
- I Dzsungi
- I Dzsonghi
- I Dzsonghjon
- I Gicshan
- I Minho
- I Minu
- I Szungcshol
- I Szunggi
- I Szujong
- I Szora
- Im Juna
- Im Cshangdzsong
- Im Dzsebom
- Im Dzsonghi
- Insooni
- IU
- Ivy

## J

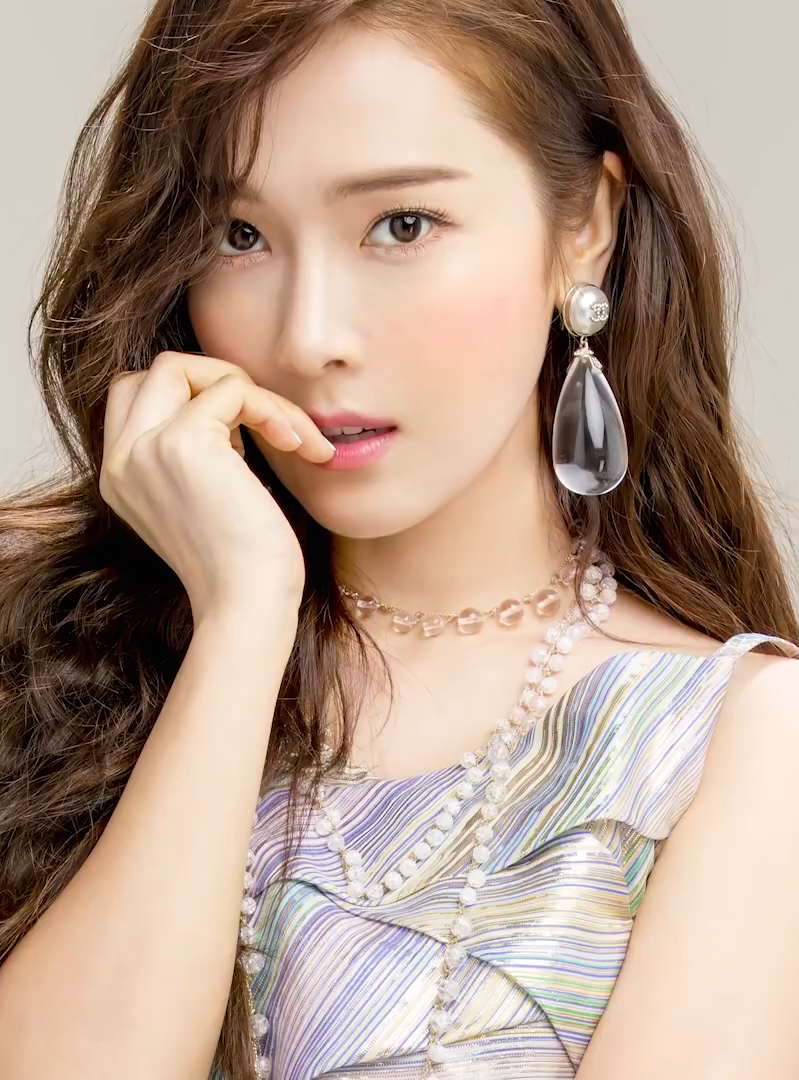
Jessica Jung

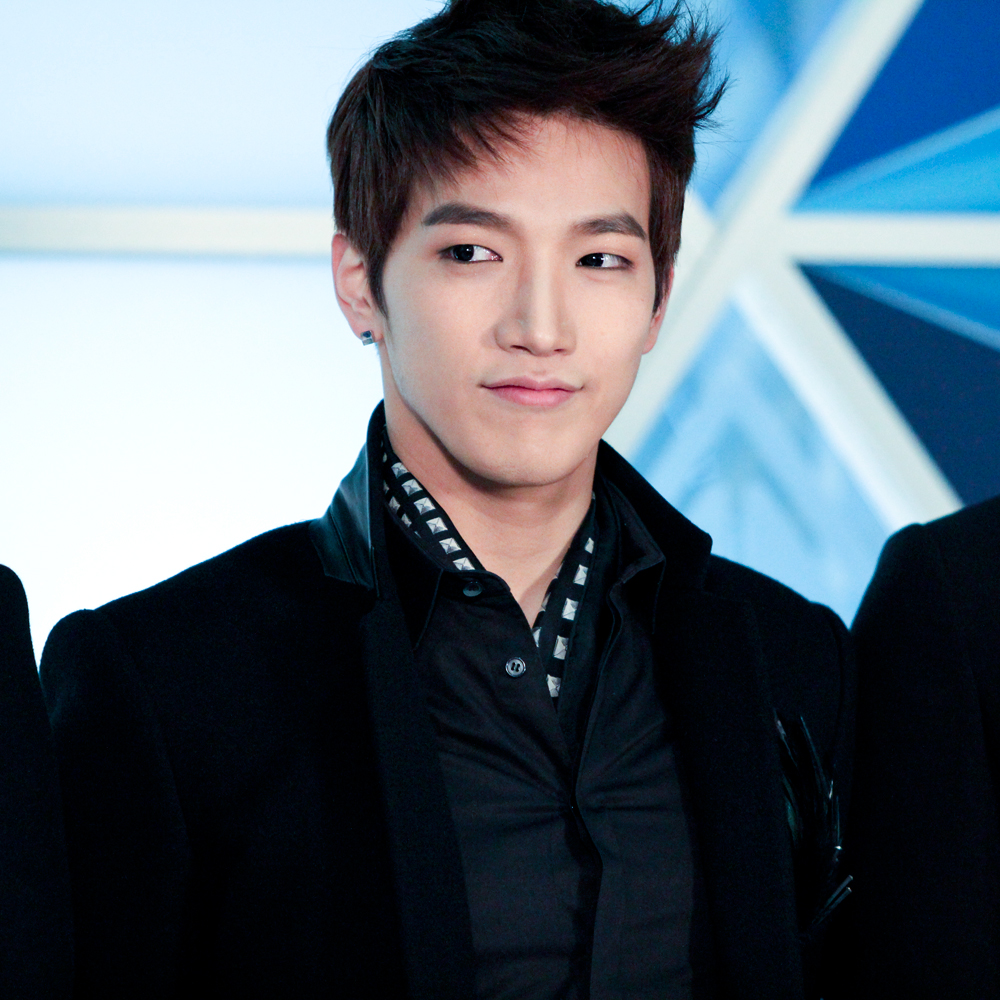
Jun.K

- J
- Jang Hjonszok
- Jay Park
- Jessi
- Jessica Jung
- J-Min
- Jiyeon
- John Park
- Joo
- Jun Jin
- Ju Cshejong
- Ju Dzseszok
- Jun.K
- Ju Szungdzsun
- Jun Mire
- Jun Unhje
- Juniel
- Jisoo
- Jennie

## K

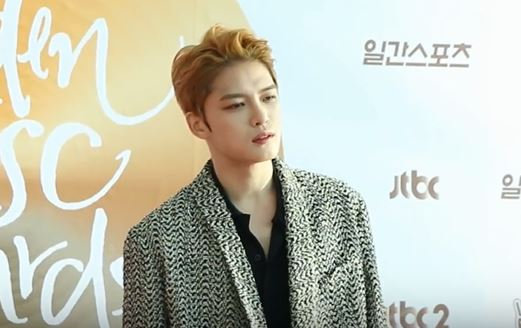
Kim Dzsedzsung

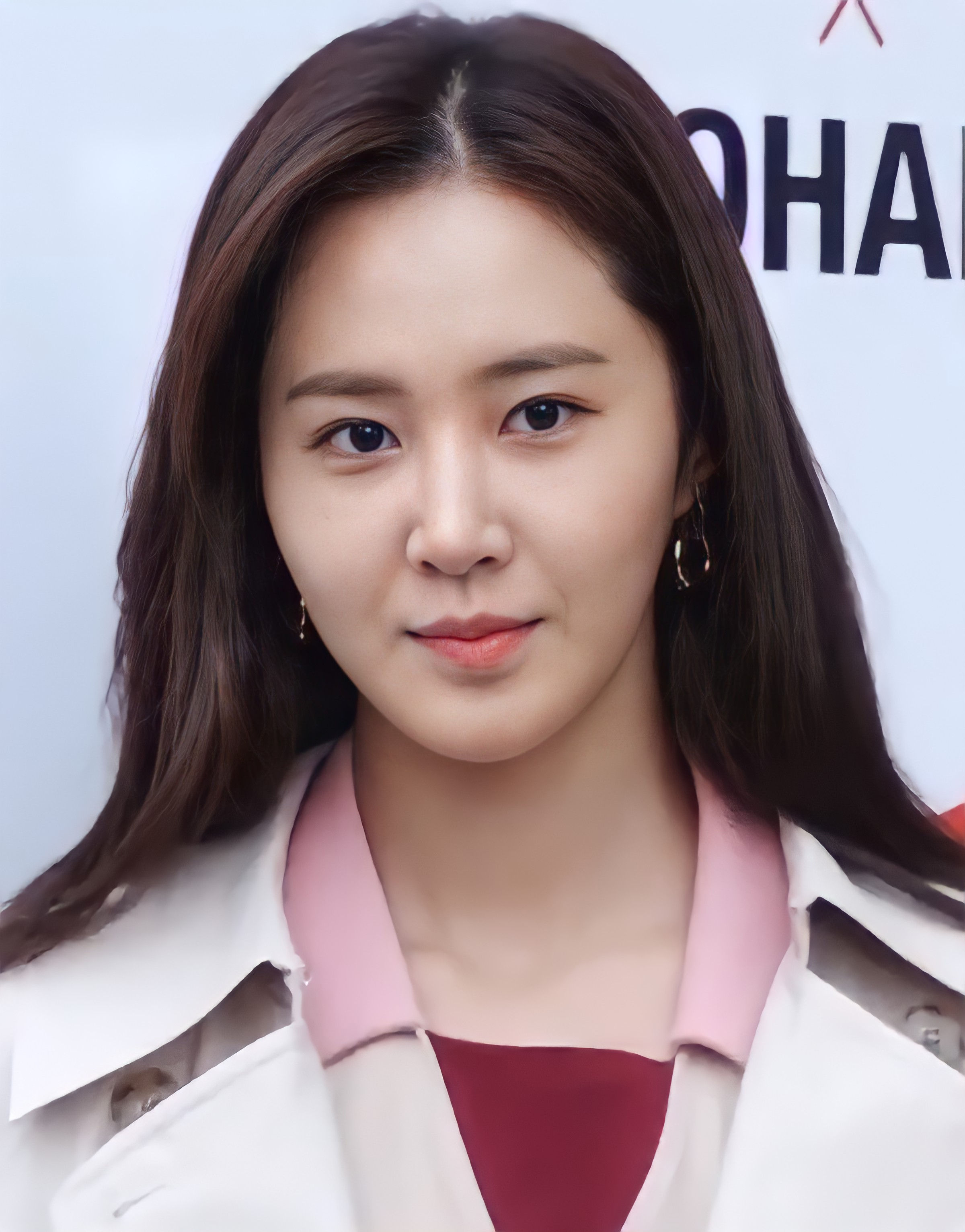
Kvon Juri

- K
- KCM
- Kan Mijon
- Kang Szonghun
- Kangta
- Kangin
- Kevin
- Kim Adzsung
- Kim Gibom
- Kim Bomszu
- Kim Dongnjul
- Kim Dongvan
- Kim Dzsedzsung
- Kim Dzsunszu
- Kim Gonmo
- Kim Hjondzsung
- Kim Hjongdzsun
- Kim Hjondzsong
- Kim Dzsongguk
- Kim Judzsong
- Kim Jongho
- Kim Theu
- Krystal Jung
- Kvon Juri
- Kyuhyun
- K.Will

## L

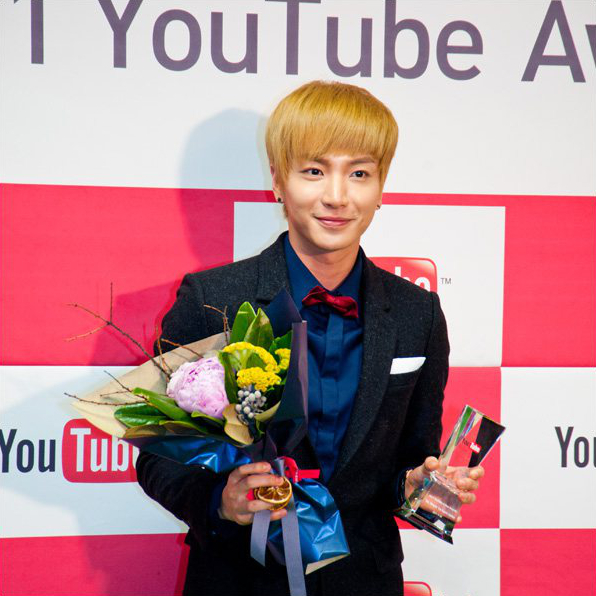
Leeteuk

- Lee Hi
- Leeteuk
- Lena Park
- Lexy
- Lyn
- Lisa

## M
- MC Mong
- Maya
- May Doni
- Min Hegjong
- Min Hjorin
- Mina
- Mun Hidzsun

## N

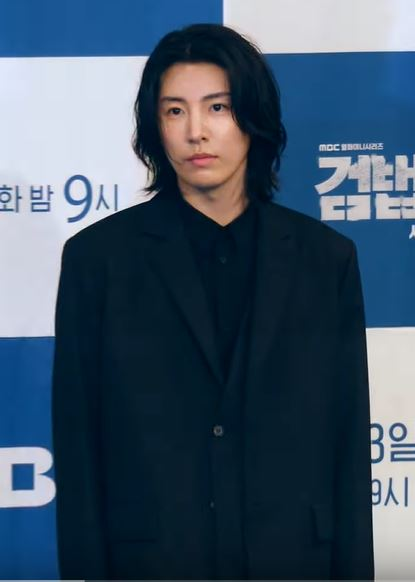
No Minu

- Nana
- Narsha
- Nichkhun
- Nicole
- NS Yoon-G
- No Dzsihun
- No Minu

## O
- Om Dzsonghva
- Onew
- Outsider

## P

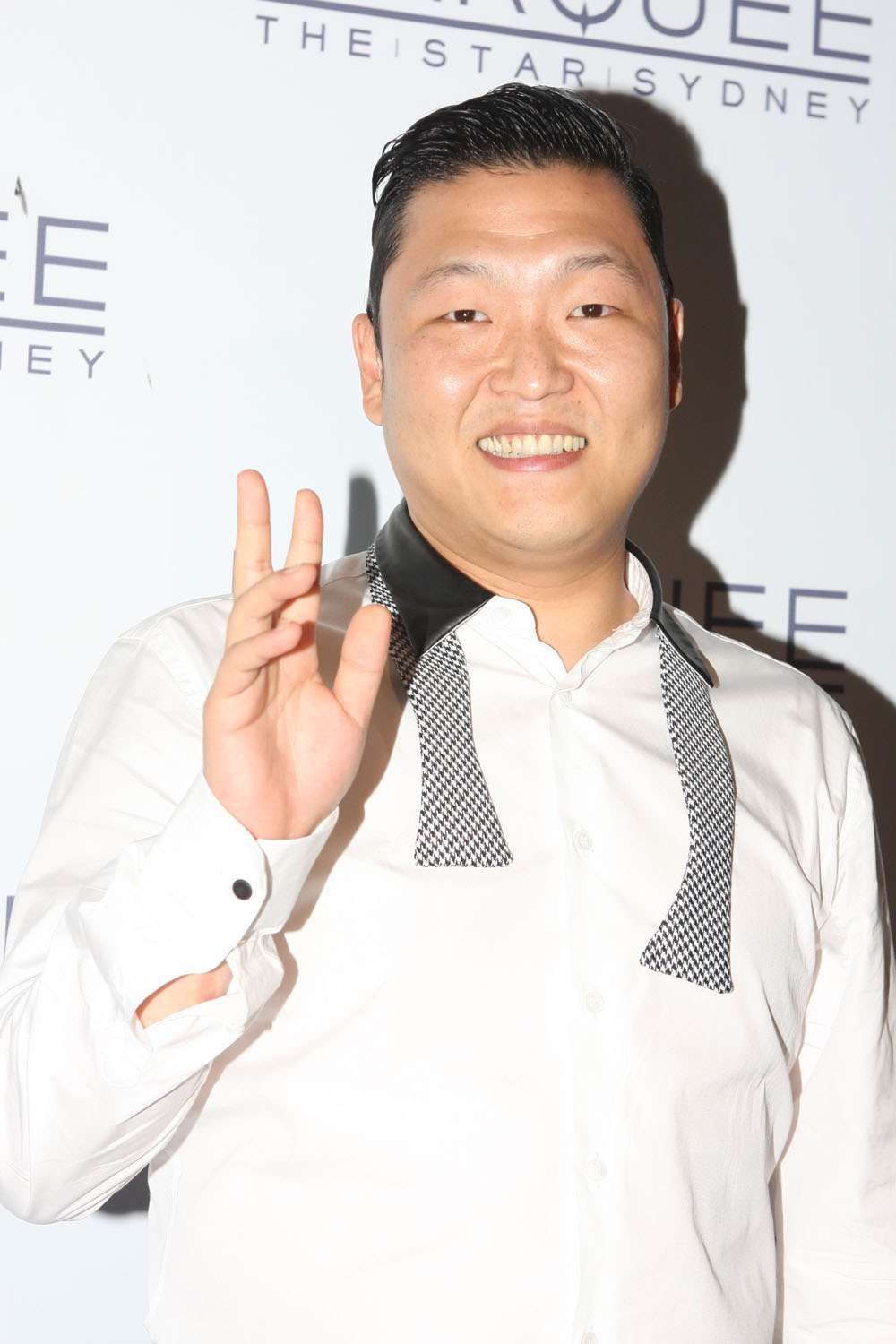
Psy

- Pak Csonga
- Pak Csongmin
- Pak Csijun
- Pak Csinjong
- Pak Hjoszin
- Pak Jongha
- Pak Jucshon
- Pak Pom
- Pak Szandara
- Pak Sinhje
- Pek Csijong
- Pe Szulgi
- Psy

## Q
- Qri

## R

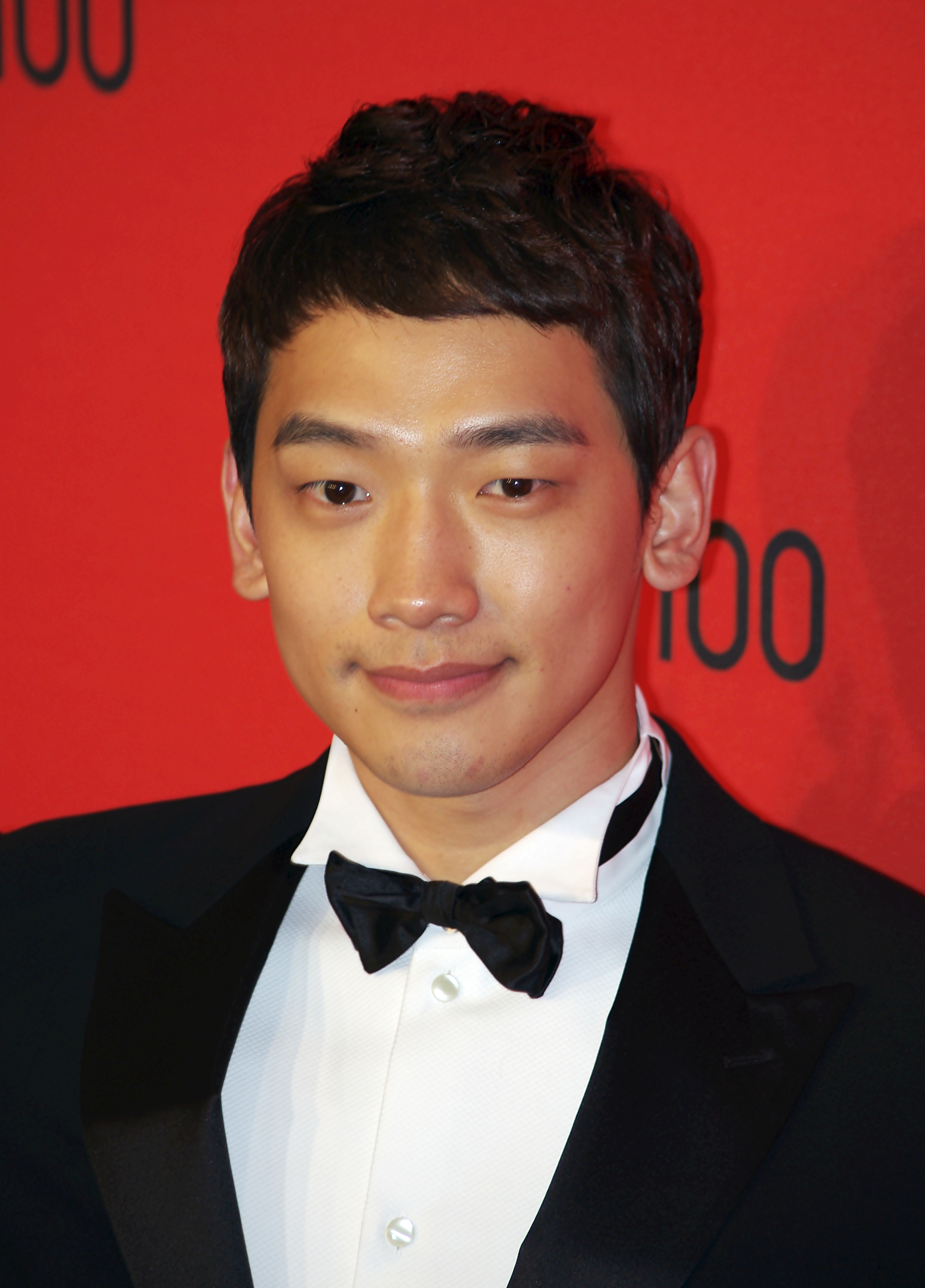
Rain

- Rain
- Raina
- Ryeowook
- Rju Sivon
- Rosé

## S

Sulli

- Se7en
- Seungri
- Sim Cshangmin
- Sim Undzsin
- Sim Szubong
- Sin Hecsol
- Sin Hjeszong
- Sin Szunghun
- Szo Cshanhü
- Szo Dzsijong
- Szo Inguk
- Szo Injong
- Szo Munthak
- Szo Thedzsi
- Szolbi
- Szon Dambi
- Szon Hojong
- Szong Dzsunggi
- Sulli
- Sunny

## T

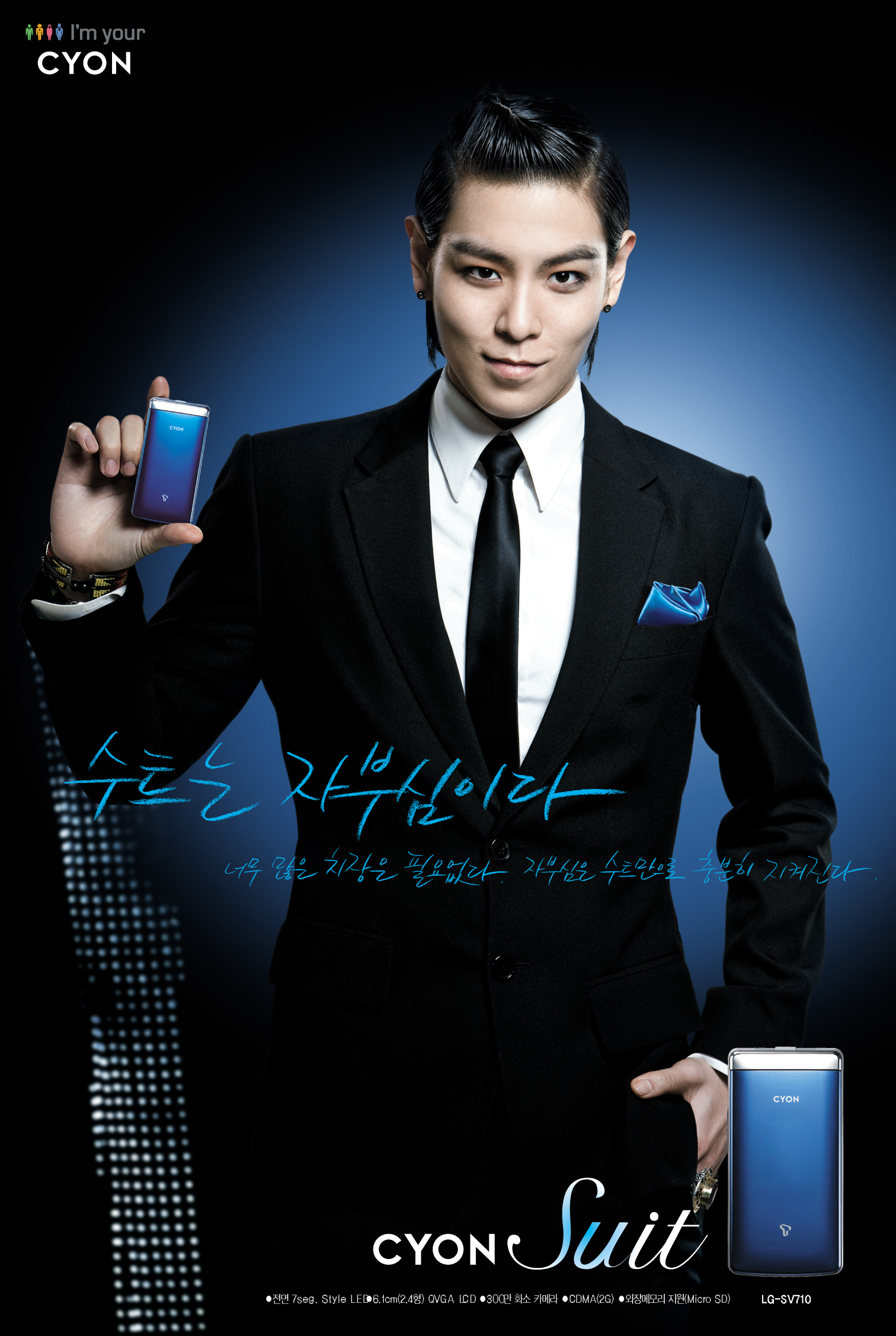
T.O.P.

- T
- Tablo
- Taecyeon
- Taegoon
- Taemin
- Taeyang
- Taeyeon
- Teddy Park
- Thunder
- Tiffany Hwang
- Tim
- Tony An
- T.O.P.

## U

Uee

- U;Nee
- Uee
- Un Dzsivon

## V
- Victoria Song

## W
- Vang Fej-fej
- Wax
- Wheesung

## X

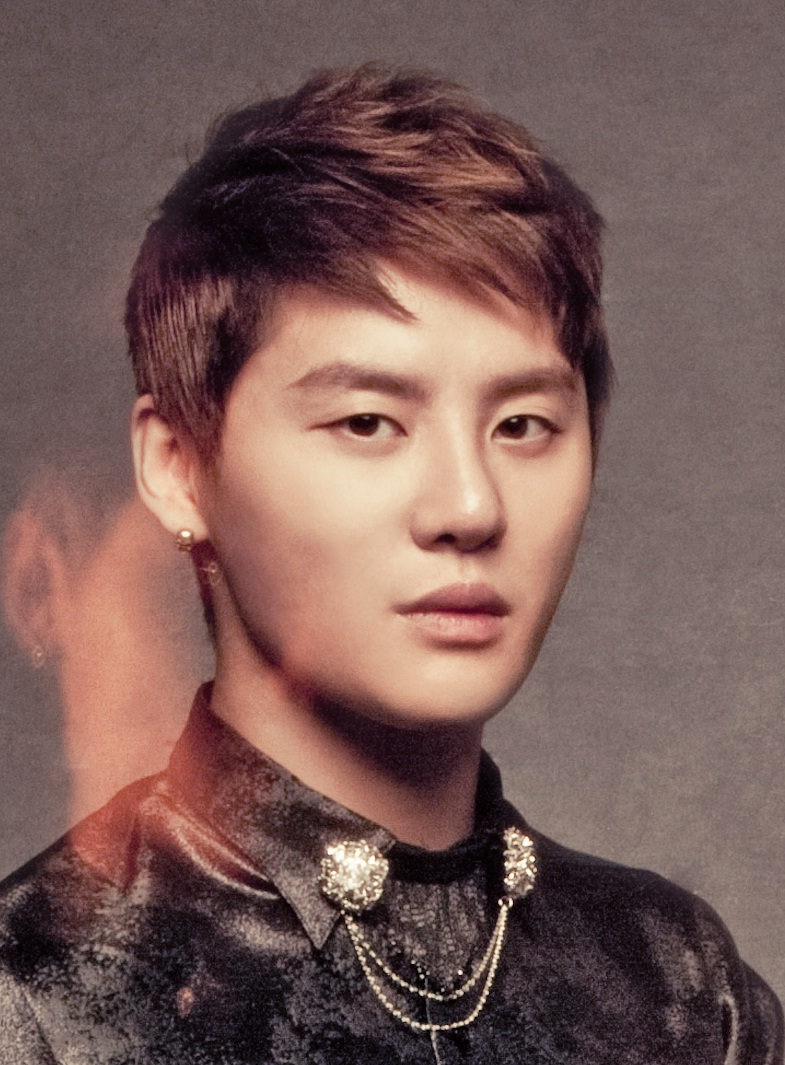
Xiah Junsu

- Xiah Junsu

## Y
- Yangpa
- Yeon Woo
- Yesung
- Younha

## Z
- Zelo
- Zion.T